# Карговино
Карго́вино — деревня в Виноградовском районе Архангельской области России. Входит в состав Виноградовского муниципального округа. До 2021 года входила в состав Моржегорского сельского поселения.

## География
Карговино стоит на правом берегу реки Северная Двина, западнее деревни Репаново. Напротив неё, на левом берегу Северной Двины, находится деревня Родионовская, ниже по течению Двины находится древнее село Кальи (Калеи).

## История
Поселение возникло в 30-х годах XX века. Здесь было много ссыльных поляков. Долгое время в Карговино существовала запань. В деревне есть коллектив художественной самодеятельности. Женщин, выступающих в хоре, в Виноградовском районе называют француженками, а само Карговино — Франция. С 2004 года по 2021 год Карговино входило в состав МО «Моржегорское».

## Население
| 2002 | 2010 | 2012 |
| ---- | ---- | ---- |
| 101  | ↘56  | ↗59  |

Численность населения деревни, по данным Всероссийской переписи населения 2010 года, составляла 56 человек. В 2009 году числилось 85 чел, из них 37 пенсионеров.

## Этимология
Своё название поселение получило от Карговинского переката и Карговинского луга. Лопарское (саамское) «карго» означает «холм посреди болота», а «карг» в вепсском языке — медведь. В севернорусских диалектах «карго» означает «ворона», а «карга» — «болото».

## Топографические карты
- Топографическая карта P-38-39,40. (Лист Усть-Ваеньга)]
- Карговино на Wikimapia
- Карговино. Публичная кадастровая карта. Архивировано из оригинала 5 марта 2016 года.